# Logo de Google

Logo de Google depuis le 1 septembre 2015.

Le logo de Google est un logotype utilisé par le moteur de recherche américain Google, qui est composé depuis septembre 2015 dans sa propre police d'écriture intitulée Product Sans.
La précédente version a été dessinée par Ruth Kedar et utilise la police Catull.
Il est régulièrement modifié pour célébrer des événements particuliers, comme les fêtes nationales ou les Jeux olympiques ; ces logos modifiés sont connus sous le nom de Google Doodles (de l'anglais « doodle » qui signifie « gribouillage » en français).

## Histoire
Google a utilisé plusieurs logos depuis ses débuts, qui ont en commun d'être constitués du mot « Google », dont les lettres alternent les couleurs bleue, rouge, jaune et verte.
La première version du logo a été dessinée par l'un des cofondateurs de Google, Sergey Brin, en utilisant le logiciel GIMP. Le logo se terminait par un point d'exclamation, pour imiter Yahoo!.
La deuxième version, en place du 31 mai 1999 au 5 mai 2010, a été créée par Ruth Kedar et utilise la police Catull. Ruth Kedar enseignait le design à l'Université Stanford à l'époque où les fondateurs du moteur de recherche, Larry Page et Sergey Brin, y étudiaient.
La troisième version est apparue en version test en novembre 2009 et a été mise en place avec le nouveau design du moteur de recherche le 5 mai 2010. Elle utilise la même police que l'ancien logo mais des couleurs plus vives et des ombres moins marquées. Le deuxième « o », auparavant jaune, est désormais orangé.
Une quatrième version apparaît le 19 septembre 2013, de concert avec une nouvelle interface pour la page principale Google. Ce nouveau logo accorde moins de place aux effets d'ombres et de reliefs (style flat design, « design plat »), et davantage aux couleurs (plus claires que dans la version précédente), en accord avec les différentes interfaces et logos actuels de la marque.
Le 1er septembre 2015, Google officialise un nouveau logo qui tranche avec le précédent, composé cette fois-ci uniquement de cercles et de traits, laissant tomber la typographie Catull utilisée depuis 1999. Cette version, qui garde les couleurs de la version précédente, est présentée comme plus adaptée aux nouveaux supports où ce dernier apparaît, tels les smartphones et montres connectées, car sa typographie étant plus grasse, elle sera mieux distinguée par les utilisateurs sur de petits formats. Cette nouvelle police est quasiment identique à l'écriture grasse de la police Century Gothic. Elle se rapproche également de la police Harmonia Sans Pro SemiBold ou encore de la Futura.
Cette version de 2015 est dévoilée quelques semaines après l'inauguration de la holding Alphabet, qui possède à présent Google ainsi que toutes ses anciennes filiales.

Historique des logos de Google
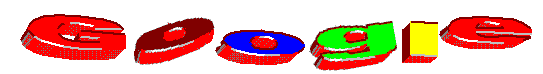
Logo du 15 septembre 1997 au 27 septembre 1998
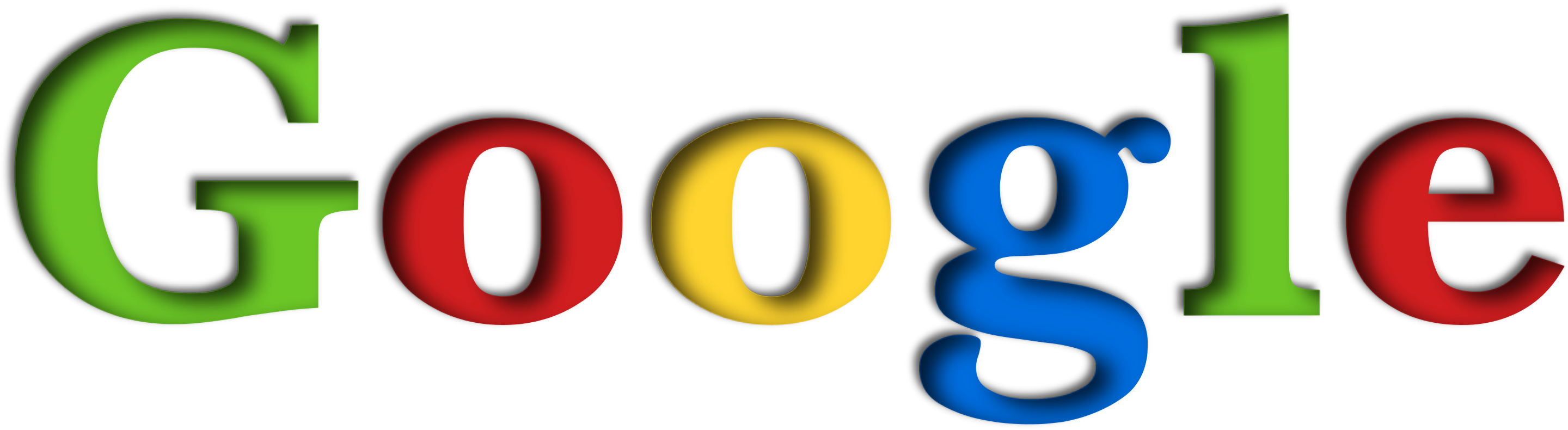
Logo du 28 septembre au 29 octobre 1998
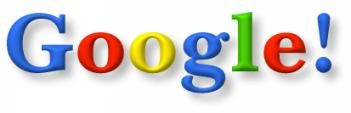
Logo google du 30 octobre 1998 au 30 mai 1999
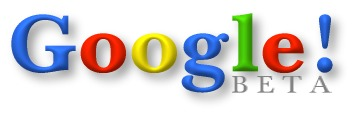
Logo de la version beta de Google du 29 octobre 1998 à 1999
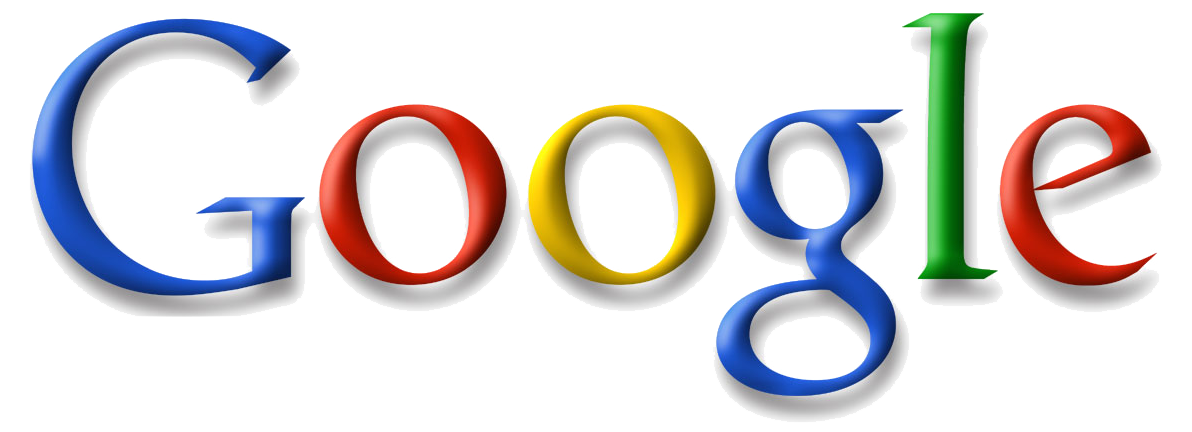
Logo du 31 mai 1999 au 5 mai 2010
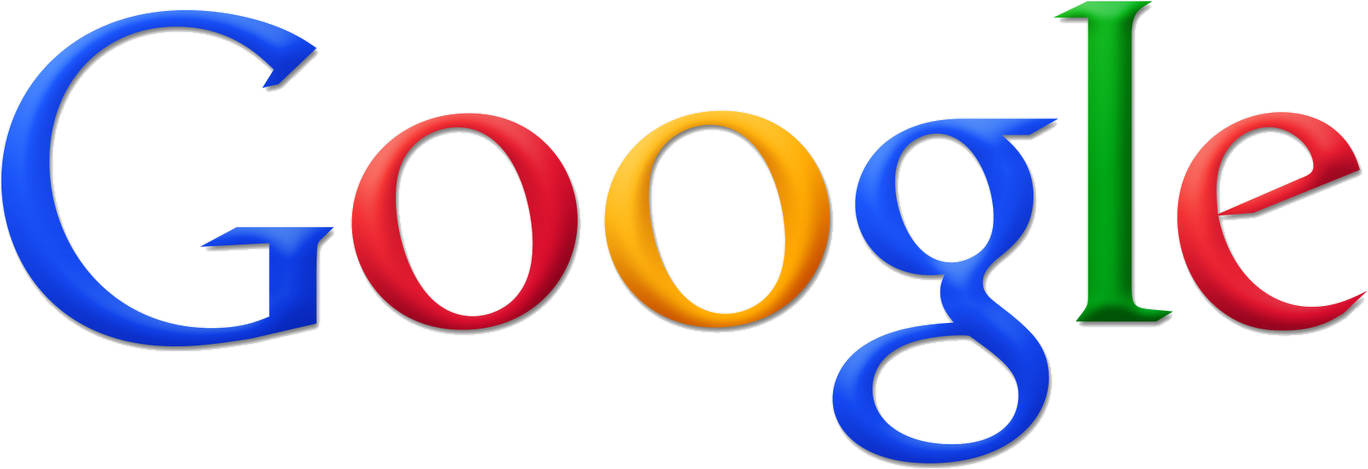
Logo du 6 mai 2010 au 18 septembre 2013
Logo du 19 septembre 2013 au 31 août 2015
Nouveau Logo depuis le 1er septembre 2015

## DoodlesGoogle

Premier Google Doodle, dédié au festival Burning Man

Périodiquement, Google procède à des adaptations temporaires de son logo, les versions modifiées étant affichées pendant une journée sur la page d'accueil de son moteur de recherche : ce sont les Google Doodles (« doodle » désigne un gribouillage en anglais, et permet une paronomase avec « Google »). Ils sont destinés à célébrer un événement national ou international.

## Favicon
De 2000 à juin 2008, le favicon de Google était un G majuscule bleu, encadré par des lignes bleue, vertes et rouge.
En juin 2008, le favicon de Google est passé du « G » majuscule du logo, à un « g » minuscule ; il n'avait pas été modifié depuis 8 ans et demi. Ce changement s'inscrit dans la création d'un nouvel ensemble d'icônes adaptées aux nouvelles plates-formes telles que l'iPhone,.
Toujours en juin 2008, Google lance un concours pour recevoir des propositions de favicons. Le vainqueur est André Resende, un étudiant brésilien de premier cycle en informatique à l'université de Campinas au Brésil. C'est en janvier 2009 que Google change son favicon, en s'inspirant de la proposition d'André Resende. Par rapport à l'ancien favicon, celui-ci est plus coloré, mais le « g » est toujours présent. Selon le blog officiel de Google, « le placement d'un 'g' blanc sur un fond de blocs colorés [rend le favicon] très reconnaissable et attractif, tout en capturant l'essence de Google ». 
En août 2012, Google se dote d'un nouveau favicon, moins coloré et dont la conception rappelle l'icône de son application de recherche sur smartphones.
En septembre 2015, pour coïncider avec le nouveau logo, le favicon est renouvelé, faisant figurer la lettre « G » avec quatre traits rouge, jaune, vert et bleu.

Historique des différents favicons de Google
De 2000 à juin 2008
De juin 2008 à janvier 2009
De janvier 2009 à août 2012
D'août 2012 à septembre 2015
De septembre 2015 à mai 2025
Depuis mai 2025